# فيثاغورية حديثة
الفيثاغورية الحديثة مدرسة فلسفية هلنستية ورومانية قديمة أحيت المبادئ الفيثاغورية. تأثرت الفيثاغورية الحديثة بالأفلاطونية الوسطى، وأثرت بدورها على الأفلاطونية الحديثة. نشأت في القرن الأول قبل الميلاد وازدهرت خلال القرنين الأول والثاني الميلاديين. تصفها دائرة المعارف البريطانية (الطبعة الحادية عشرة) بأنها "حلقة وصل بين القديم والجديد" في الفلسفة الهلنستية. كان مفهوم الروح ورغبتها المتأصلة في الاتحاد الصوفي مع الإلهي محور الفكر الفيثاغوري الحديث. مصطلح الفيثاغورية الحديثة مصطلح حديث (من القرن التاسع عشر)، صيغ كمرادف لـ"الأفلاطونية الحديثة".